# James Kibocha Theuri
James Kibocha Theuri (Kanjinji, 30 ottobre 1978) è un maratoneta e mezzofondista francese.

## Palmarès
| Anno | Manifestazione              | Sede           | Evento         | Risultato | Prestazione | Note |
| ---- | --------------------------- | -------------- | -------------- | --------- | ----------- | ---- |
| 2006 | Mondiali di corsa su strada | Debrecen       | Individuale    | 19º       | 59'11"      |      |
| 2006 | Mondiali di cross           | Fukuoka        | Corsa seniores | 69º       | 38'18"      |      |
| 2007 | Mondiali di cross           | Mombasa        | Corsa seniores | 25º       | 38'13"      |      |
| 2008 | Europei di cross            | Bruxelles      | Corsa seniores | 18º       | 31'48"      |      |
| 2008 | Mondiali di mezza maratona  | Rio de Janeiro | Individuale    | 24º       | 1h05'38"    |      |
| 2009 | Mondiali                    | Berlino        | Maratona       | 41º       | 2h20'24"    |      |
| 2009 | Mondiali di mezza maratona  | Birmingham     | Individuale    | 23º       | 1h02'55"    |      |
| 2010 | Europei                     | Barcellona     | Maratona       | dnf       | dnf         |      |
| 2014 | Mondiali di mezza maratona  | Copenaghen     | Individuale    | 31º       | 1h02'11"    |      |
| 2014 | Mondiali di mezza maratona  | Copenaghen     | A squadre      | 9º        | 3h07'28"    |      |

## Campionati nazionali
2006
- Oro ai campionati francesi di mezza maratona - 1h03'15"

2007
- Bronzo ai campionati francesi, 10000 m piani - 28'24"38

2012
- 7º ai campionati francesi, 5000 m piani - 14'15"20

2017
- Argento ai campionati francesi di mezza maratona - 1h04'04"

2019
- Argento ai campionati francesi di 10 km su strada - 29'50"

## Altre competizioni internazionali
2001
- Bronzo alla Mezza maratona di Reims ( Reims) - 1h05'05"
- 4º alla Paris 10 km ( Parigi) - 29'21"

2003
- 5º alla Epernon 10 km ( Épernon) - 30'48"

2004
- Oro alla Mezza maratona di Chatellerault ( Châtellerault) - 1h03'16"
- 5º alla 20 km di Parigi ( Parigi) - 59'40"
- Bronzo alla Le Puy-en-Velay 15 km ( Le Puy-en-Velay) - 43'55"
- Oro alla Suresnes 10 km ( Suresnes) - 28'49"
- 4º alla Clermont-Ferrand 10 km ( Clermont-Ferrand) - 29'06"
- 8º alla Corrida de Noel ( Issy-les-Moulineaux) - 29'16"
- Bronzo alla Tulle 10 km ( Tulle) - 28'50"

2005
- 12º alla Maratona di New York ( New York) - 2h14'59"
- 16º alla Maratona di Parigi ( Parigi) - 2h14'05"
- Oro alla Mezza maratona di Lille ( Lilla) - 1h00'54"
- Oro alla Mezza maratona di Oloron ( Oloron) - 1h02'43"
- 4º alla 20 km di Parigi ( Parigi) - 57'43"
- 6º alla Marseille du Conseil General 10 km ( Marsiglia) - 28'33"
- Oro alla Clermont-Ferrand 10 km ( Clermont-Ferrand) - 28'36"

2006
- 6º alla Maratona di Firenze ( Firenze) - 2h14'38"
- Oro alla Maratona di Mont Saint Michel ( Mont Saint-Michel) - 2h14'51"
- Oro alla Mezza maratona di Roanne ( Roanne) - 1h03'15"
- 4º alla Mezza maratona di Nizza ( Nizza) - 1h02'40"
- Argento alla 20 km di Parigi ( Parigi) - 59'28"
- 6º alla Maroilles 20 km ( Maroilles) - 1h00'18"
- Argento alla Taule Morlaix 10 km ( Taule Morlaix) - 28'19"

2007
- 4º alla Maratona di La Rochelle ( La Rochelle) - 2h17'19"
- Bronzo alla Mezza maratona di Nizza ( Nizza) - 1h02'10"
- 4º alla Mezza maratona di Lille ( Lille) - 1h01'36"
- Argento alla Mezza maratona di Lione ( Lione) - 1h04'19"
- Bronzo alla Semi Marathon Marvejols Mende ( Lozere) - 1h11'59"
- Oro alla Courir á Clermont ( Clermont-Ferrand) - 28'18"
- Argento alla Suresnes 10 km ( Suresnes) - 28'34"
- 8º alla Corrida Pédestre Internationale de Houilles ( Houilles) - 29'07"

2008
- 21º alla Maratona di Parigi ( Parigi) - 2h13'16"
- 6º alla Mezza maratona di Lille ( Lilla) - 1h01'54"
- Bronzo alla Mezza maratona di  Oloron ( Oloron) - 1h02'25"
- 10º alla Mezza maratona di Parigi ( Parigi) - 1h03'14"
- Argento alla Mezza maratona di Lione ( Lione) - 1h02'46"
- 6º alla BOclassic ( Bolzano) - 29'45"
- 4º alla Corrida Pédestre Internationale de Houilles ( Houilles) - 29'02"

2009
- 14º alla Maratona di Parigi ( Parigi) - 2h10'39"
- Argento alla Mezza maratona di Vannes ( Vannes) - 1h03'58"
- 9º alla Mezza maratona di Logroño ( Logroño) - 1h06'09"
- 6º alla Le Puy-en-Velay 15 km ( Le Puy-en-Velay) - 44'52"
- 4º alla Courir á Clermont ( Clermont-Ferrand) - 29'16"
- Argento alla Lille 10 km ( Lilla) - 28'41"

2010
- 11º alla Mezza maratona di Lille ( Lilla) - 1h02'45"
- Bronzo alla Mezza maratona di Zwolle ( Zwolle) - 1h03'36"
- 7º alla Mezza maratona di Nizza ( Nizza) - 1h05'14"
- 5º alla 20 km di Parigi ( Parigi) - 58'51"
- 6º alla Marseille du Conseil Général ( Marsiglia) - 28'43"
- Oro alla Courir á Clermont ( Clermont-Ferrand) - 29'20"
- 5º alla Suresnes 10 km ( Suresnes) - 28'54"
- 4º alla Foulees Tullistes 10km ( Tulle) - 29'07"
- 4º alla Den Haag Parnassia Laan van Meerdervoortloop ( L'Aia) - 20'16"

2011
- 33º alla Maratona di Berlino ( Berlino) - 2h21'45"
- 13º alla Maratona di Parigi ( Parigi) - 2h12'05"
- 13º alla Mezza maratona di Lille ( Lilla) - 1h02'40"
- 8º alla Le Puy-en-Velay 15 km ( Le Puy-en-Velay), 15 km - 45'47"
- 4º alla Clermont-Ferrand 10 km ( Clermont-Ferrand) - 28'59"
- 8º alla Suresnes 10 km ( Suresnes) - 29'35"
- Oro alla St-Just-St-Rambert 10 km ( Saint-Just-Saint-Rambert) - 29'39"
- 7º alla Grasse 10 km ( Grasse) - 29'31"
- Argento alla Morlaix Taulé-Morlaix 10 km ( Morlaix) - 28'39"
- 18º alla Corrida Pédestre Internationale de Houilles ( Houilles) - 29'56"

2012
- 24º alla Maratona di Parigi ( Parigi) - 2h14'43"
- 23º alla Maratona di Dubai ( Dubai) - 2h12'50"
- 18º alla Mezza maratona di Lille ( Lilla) - 1h03'14"
- 4º alla Mezza maratona di Vannes ( Vannes) - 1h04'16"
- 10º alla 20 km di Parigi ( Parigi) - 59'43"
- Bronzo alla Brive-la-Gaillarde 10 km ( Brive-la-Gaillarde) - 29'05"
- 4º alla Pace 10 km ( Pace) - 29'53"
- 19º a La Corrida de Langueux ( Langueux) - 29'59"
- Bronzo alla Suresnes 10 km ( Suresnes) - 29'24"

2013
- 4º alla Montbéliard-Belfort Le Lion Semi Marathon ( Belfort) - 1h04'43"
- 14º alla Mezza maratona di Nizza ( Nizza) - 1h04'18"
- 4º alla Mezza maratona di Montbéliard ( Montbéliard) - 1h04'43"
- Bronzo alla Mezza maratona di Vannes ( Vannes) - 1h05'00"
- 11º alla 20 km di Parigi ( Parigi) - 59'36"
- 9º alla Marseilles-Cassis ( Marsiglia), 20 km - 1h02'51"
- Oro alla Nice Prom Classic ( Nizza) - 28'50"
- Bronzo alla Marseille du Conseil Général ( Marsiglia) - 29'05"
- Oro alla Lille 10 km ( Lilla) - 29'08"
- 6º alla Suresnes 10 km ( Suresnes) - 29'26"
- 4º alla Marseille 10 km la Provence ( Marsiglia) - 29'06"

2014
- 10º alla Maratona di Rotterdam ( Rotterdam) - 2h14'48"
- 4º alla Marseille du Conseil Général ( Marsiglia) - 29'04"
- Oro alla Magny-le-Hongre 10 km ( Magny-le-Hongre) - 29'30"

2016
- 21º alla Maratona di Torino ( Torino) - 2h25'19"
- 6º alla Maratona di Santiago ( Santiago del Cile) - 2h17'25"
- 8º alla Maratona di Marrakesh ( Marrakech) - 2h18'19"
- Oro alla Mezza maratona di Les Abymes ( Les Abymes) - 1h07'22"
- 11º alla Marseille-Cassis ( Marsiglia), 20 km - 1h04'49"
- 18º alla Corrida Pédestre Internationale de Houilles ( Houilles) - 29'34"
- 8º alla Nice Prom Classic ( Nizza) - 29'41"
- 11º alla Langueux 10 km ( Langueux) - 28'55"

2017
- 12º alla Maratona di Ottawa ( Ottawa) - 2h19'23"
- Bronzo alla Mezza maratona di Vannes ( Vannes) - 1h05'41"
- 8º alla Mezza maratona di Sharja ( Sharja) - 1h06'10"
- Bronzo alla Nice Prom Classic ( Nizza) - 29'23"
- 14º a La Corrida de Langueux ( Langueux) - 29'42"
- 15º alla Aubagne 10 km ( Aubagne) - 30'25"

2018
- 9º alla 20 km di Parigi ( Parigi) - 1h01'51"
- Bronzo alla Paris 10K ( Parigi) - 29'33"
- Argento alla Nice Prom Classic ( Nizza) - 30'10"
- 5º alla Saint Gregoire 10 km ( Saint Gregoire) - 30'10"
- 7º alla Abu Dhabi 10 km ( Abu Dhabi) - 30'05"
- 15º a La Corrida de Langueux ( Langueux) - 29'31"
- 7º alla Montereau 10 km ( Montereau) - 29'51"

2019
- 4º alla Maratona di Caen ( Caen) - 2h30'11"
- 4º alla Mezza maratona di Vannes ( Auray) - 1h08'23"
- 6º alla adidas Paris 10K ( Parigi) - 29'55"
- 5º a Les Foulées Fretinoises ( Fretin) - 30'25"